# Speciální efekty

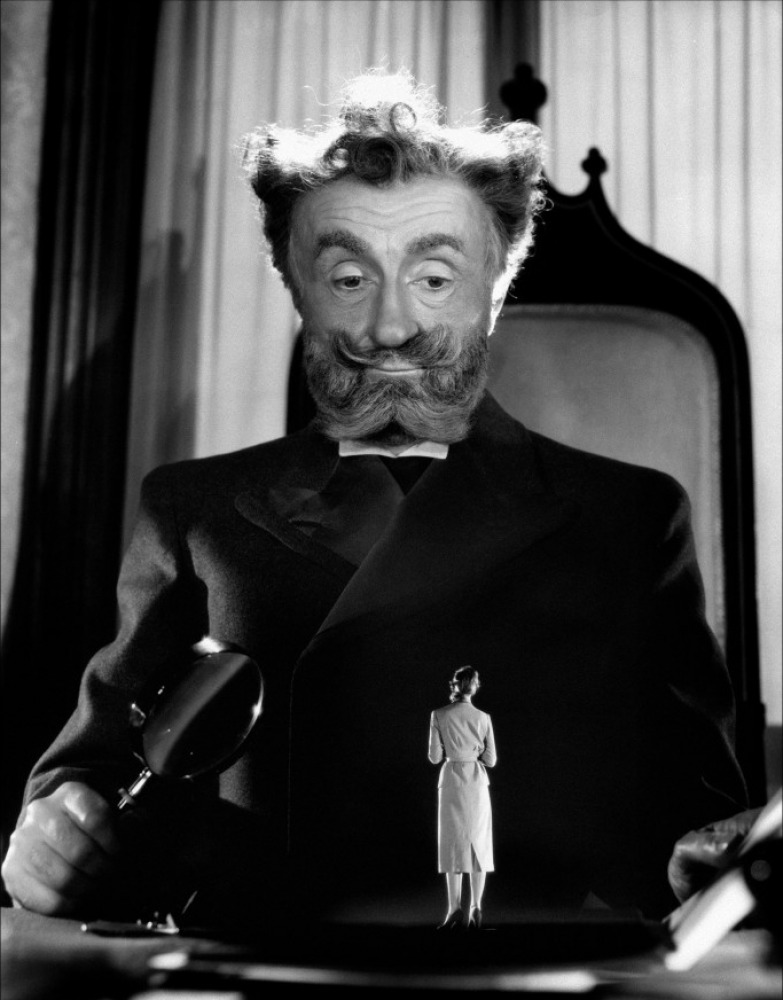
Speciální efekt miniaturní osoby z filmu Sedm smrtelných hříchů z roku 1952

Speciální efekty se používají ve filmu, televizi, fotografii a zábavním průmyslu k realizování takových obrazů a scén (např. bitvy v kosmu), které jsou běžnými způsoby nedosažitelné.
Speciální efekty se používají také tehdy, pokud by vytvoření požadované scény bylo běžnými prostředky velmi drahé. Například by bylo velmi obtížné vybudovat středověký hrad nebo potopit zaoceánskou loď. Takové scény jsou vytvářeny právě pomocí speciálních efektů. S bouřlivým rozvojem výpočetní techniky jsou dnes simulovány i takové jevy, které ještě před pár lety byly vytvářeny klasicky. Dokonce se pomocí speciálních efektů vylepšují i starší filmy, kde jsou některé scény znovu a lépe vytvořeny pomocí dokonalých speciálních efektů.
Speciální efekty se rozděluji na dvě základní skupiny. První skupinou jsou optické efekty, které spočívají v manipulaci s nafilmovaným nebo nafoceným objektem. Například v seriálu Star Trek vyvolávají dojem, že kosmická loď Enterprise letí vesmírným prostorem. Druhým typem jsou mechanické efekty. Ty využívají především různých robotických modelů, umělých krajin a pyrotechniky.
Význačnou podmnožinou optických speciálních efektů jsou CGI (Computer Generated Imagery), tedy efekty tvořené počítačovou úpravou obrazu. S rostoucí výpočetní silou počítačů se CGI používá stále více, a to jak místo klasičtějších efektů, tak místo živé akce. Dnes je již technicky možné natočit celý film tímto způsobem.
V animovaném filmu je technicky speciálním efektem cokoliv, termín se ovšem používá pro ty části animovaného filmu, ve kterých nejsou postavy.

## Techniky
Techniky speciálních efektů jsou technologie vytvářející speciální efekty, které jsou u filmové tvorby jedny z nejdůležitějších. Zkráceně se jim může říkat SFX nebo VFX (Special effects). Speciálních technologií je mnoho: jednak ty, které jsou pro využití v reálné scéně, např. s herci nebo s předměty, a dále ty, které se aplikují počítačovými programy pro 3D grafiku.
Nejčastěji používané je klíčovací pozadí (například vchází do scény drak, dinosauři či hrady na ostrovech), když se natáčí ve studiu. Motion capture se využívá pro realistické animace osob či zvířat – jsou naneseny body na lidské tělo a propojeny s postavou v animačním programu, jako tomu bylo např. ve filmech Avatar, Pán prstenů, Hobit, Zrození Planety opic (2011) nebo Úsvit planety opic (2014). K dosazení 3D objektu do reálné scény se užívá Match Moving / 3D Camera Tracking, jde o uvedení statického objektu jen na jeden bod. Další zvláštní technologií může být digitální kompozice.
Jako programy pro tento účel se používá např. 3D's Max / Cinema 4D, který slouží pro animace a realistické simulace (např. ohně a vody), nejpoužívanější je ale Adobe After Effects (AAE). Optical Flares dosazuje do scény umělá světla a zachycení na určitý bod pomocí 3D Camera Trackingu. Element 3D dosazuje 3D model do scény (nejčastěji auta, stromy, budovy). Adobe Premiere Pro se používá se k celkovému střihu videí a filmu. O některé pluginy na AAE a programy pro filmové efekty se stará společnost The Foundry.
Programy k Adobe After Efects a Premiere Pro: NUKE (použit ve filmu Světová Válka Z), MODO (pomáhá při realizaci budov), MARI (použit ve filmu Dobrodružství pana Peabodyho a Shermana), KATANA, COLORWAY. Pluginy do AAE: KEYLIGHT (slouží k vyklíčování zeleného či modrého klíčovacího pozadí a nahrazení jiné scény či vloženou osobu před tímto pozadím do reálné scény), CAMERATRACKER (slouží k uchycení nějakého objektu k určitému místu ve scéně) a KRONOS (pro rozmazání některých rychlých scén, použito ve filmu X-Men: Poslední vzdor).

## Filmy význačné z hlediska speciálních efektů
- Cesta na Měsíc (1902) – první ucelený film, a také první, užívající speciální efekty v mnoha scénách
- Metropolis (1926) – speciální efekty dovedeny do dokonalosti, nepřekonané několik dalších desítek let
- Star Wars (1977)
- Superman (1978) – letící člověk
- Tron (1982) – výrazné nasazení CGI
- Terminátor II (1991) – 3D morphing
- Toy Story (1995) – první dokončený celovečerní film vytvořený čistě CGI
- Matrix (1999) – „bullet time“
- Pán prstenů (2001–2003) – mj. program Massive pro simulaci armád